# توم كوك
توم كوك (بالفرنسية: Tom Cook)‏ (و. 1907 – 1961 م) هو لاعب هوكي الجليد كندي، ولد في ثاندر باي، أونتاريو، مركز لعبه هو وسط ‏، توفي عن عمر يناهز 54 عاماً.

## جوائز
حصل على جوائز منها:
- كأس ستانلي.

## روابط خارجية
- توم كوك على موقع دوري الهوكي الوطني (الإنجليزية)
- توم كوك على موقع قاعة مشاهير الهوكي (لاعب أن.إتش.أل) (الإنجليزية)
- توم كوك على موقع EliteProspects.com (الإنجليزية)
- توم كوك على موقع HockeyDB.com (الإنجليزية)
- توم كوك على موقع Hockey-Reference.com (الإنجليزية)